# Skilanglauf-Weltcup 2016/17
Der Skilanglauf-Weltcup 2016/17 war eine von der Fédération Internationale de Ski (FIS) organisierte Wettkampfserie, die am 26. November 2016 in Ruka begann und am 19. März 2017 in Québec endete.
Höhepunkt der Saison waren die vom 22. Februar bis zum 5. März 2017 stattfindenden 51. Nordischen Skiweltmeisterschaften im finnischen Lahti.
Der Weltcup bestand aus 28 Rennen, wovon 18 zum Distanzweltcup und zehn zum Sprintweltcup zählen. Außerdem wurden noch vier Staffelwettbewerbe durchgeführt. Zum 11. Mal wurde im Rahmen des Weltcups die Tour de Ski ausgetragen, ein Etappenrennen, für das es im Falle des Sieges 400 anstatt der üblichen 100 Weltcuppunkte gibt.
Martin Johnsrud Sundby gewann wie im Vorjahr den Gesamtweltcup. Bei den Frauen war Heidi Weng erfolgreich.
Aufgrund der Dopingenthüllungen im zweiten McLaren-Report gab der russische Verband die Ausrichtung des Weltcupfinales im März an den Ski-Weltverband FIS zurück. Die FIS vergab daraufhin die Wettkämpfe ins kanadische Québec.

## Männer

### Podestplätze Männer
| Datum                                                                        | Austragungsort               | Disziplin                    | Sieger                                                                                 | Zweiter                                                                      | Dritter                                                                           | Gelbes Trikot          |
| ---------------------------------------------------------------------------- | ---------------------------- | ---------------------------- | -------------------------------------------------------------------------------------- | ---------------------------------------------------------------------------- | --------------------------------------------------------------------------------- | ---------------------- |
| 26.11.2016                                                                   | Ruka                         | Sprint klassisch             | Pål Golberg                                                                            | Calle Halfvarsson                                                            | Johannes Høsflot Klæbo                                                            | Pål Golberg            |
| 27.11.2016                                                                   | Ruka                         | 15 km klassisch              | Iivo Niskanen                                                                          | Emil Iversen                                                                 | Martin Johnsrud Sundby                                                            | Calle Halfvarsson      |
| Nordic Opening                                                               |                              |                              |                                                                                        |                                                                              |                                                                                   | Calle Halfvarsson      |
| 02.12.2016                                                                   | Lillehammer                  | Sprint klassisch             | Calle Halfvarsson                                                                      | Emil Iversen                                                                 | Teodor Peterson                                                                   | Calle Halfvarsson      |
| 03.12.2016                                                                   | Lillehammer                  | 10 km Freistil               | Calle Halfvarsson                                                                      | Marcus Hellner                                                               | Sergei Ustjugow                                                                   | Calle Halfvarsson      |
| 04.12.2016                                                                   | Lillehammer                  | 15 km Verfolgung klassisch   | Matti Heikkinen                                                                        | Martin Johnsrud Sundby                                                       | Pål Golberg                                                                       | Calle Halfvarsson      |
| Nordic-Opening-Gesamtwertung                                                 | Nordic-Opening-Gesamtwertung | Nordic-Opening-Gesamtwertung | Martin Johnsrud Sundby                                                                 | Johannes Høsflot Klæbo                                                       | Matti Heikkinen                                                                   | Martin Johnsrud Sundby |
| 10.12.2016                                                                   | Davos                        | 30 km Freistil               | Martin Johnsrud Sundby                                                                 | Anders Gløersen                                                              | Matti Heikkinen                                                                   | Martin Johnsrud Sundby |
| 11.12.2016                                                                   | Davos                        | Sprint Freistil              | Sergei Ustjugow                                                                        | Finn Hågen Krogh                                                             | Sindre Bjørnestad Skar                                                            | Martin Johnsrud Sundby |
| 17.12.2016                                                                   | La Clusaz                    | 15 km Freistil Massenstart   | Finn Hågen Krogh                                                                       | Martin Johnsrud Sundby                                                       | Alexander Legkow                                                                  | Martin Johnsrud Sundby |
| 18.12.2016                                                                   | La Clusaz                    | 4 × 7,5 km Staffel           | Norwegen IDidrik Tønseth Martin Johnsrud Sundby Anders Gløersen Finn Hågen Krogh       | Russland IJewgeni Below Alexander Legkow Alexei Tscherwotkin Sergei Ustjugow | Frankreich IJean-Marc Gaillard Alexis Jeannerod Clément Parisse Maurice Manificat | Martin Johnsrud Sundby |
| 11. Tour de Ski                                                              |                              |                              |                                                                                        |                                                                              |                                                                                   | Martin Johnsrud Sundby |
| 31.12.2016                                                                   | Val Müstair                  | Sprint Freistil              | Sergei Ustjugow                                                                        | Federico Pellegrino                                                          | Finn Hågen Krogh                                                                  | Martin Johnsrud Sundby |
| 01.01.2017                                                                   | Val Müstair                  | 10 km klassisch Massenstart  | Sergei Ustjugow                                                                        | Martin Johnsrud Sundby                                                       | Didrik Tønseth                                                                    | Martin Johnsrud Sundby |
| 03.01.2017                                                                   | Oberstdorf                   | 20 km Skiathlon              | Sergei Ustjugow                                                                        | Martin Johnsrud Sundby                                                       | Dario Cologna                                                                     | Martin Johnsrud Sundby |
| 04.01.2017                                                                   | Oberstdorf                   | 15 km Verfolgung Freistil    | Sergei Ustjugow                                                                        | Martin Johnsrud Sundby                                                       | Alex Harvey                                                                       | Martin Johnsrud Sundby |
| 06.01.2017                                                                   | Toblach                      | 10 km Freistil               | Sergei Ustjugow                                                                        | Maurice Manificat                                                            | Simen Hegstad Krüger                                                              | Martin Johnsrud Sundby |
| 07.01.2017                                                                   | Val di Fiemme                | 15 km klassisch Massenstart  | Martin Johnsrud Sundby                                                                 | Sergei Ustjugow                                                              | Matti Heikkinen                                                                   | Martin Johnsrud Sundby |
| 08.01.2017                                                                   | Val di Fiemme                | 9 km Verfolgung Freistil     | Maurice Manificat                                                                      | Matti Heikkinen                                                              | Hans Christer Holund                                                              | Martin Johnsrud Sundby |
| Tour-de-Ski-Gesamtwertung                                                    | Tour-de-Ski-Gesamtwertung    | Tour-de-Ski-Gesamtwertung    | Sergei Ustjugow                                                                        | Martin Johnsrud Sundby                                                       | Dario Cologna                                                                     | Martin Johnsrud Sundby |
| 14.01.2017                                                                   | Toblach                      | Sprint Freistil              | Sindre Bjørnestad Skar                                                                 | Simeon Hamilton                                                              | Johannes Høsflot Klæbo                                                            | Martin Johnsrud Sundby |
| 15.01.2017                                                                   | Toblach                      | Teamsprint Freistil          | KanadaLen Väljas Alex Harvey                                                           | Schweden IKarl-Johan Westberg Oskar Svensson                                 | Italien IDietmar Nöckler Federico Pellegrino                                      | Martin Johnsrud Sundby |
| 21.01.2017                                                                   | Ulricehamn                   | 15 km Freistil               | Alex Harvey                                                                            | Martin Johnsrud Sundby                                                       | Marcus Hellner                                                                    | Martin Johnsrud Sundby |
| 22.01.2017                                                                   | Ulricehamn                   | 4 × 7,5 km Staffel           | Norwegen ISimen Hegstad Krüger Martin Johnsrud Sundby Anders Gløersen Finn Hågen Krogh | Schweden IDaniel Rickardsson Johan Olsson Marcus Hellner Calle Halfvarsson   | KanadaDevon Kershaw Alex Harvey Knute Johnsgaard Len Väljas                       | Martin Johnsrud Sundby |
| 28.01.2017                                                                   | Falun                        | Sprint Freistil              | Federico Pellegrino                                                                    | Emil Iversen                                                                 | Sindre Bjørnestad Skar                                                            | Martin Johnsrud Sundby |
| 29.01.2017                                                                   | Falun                        | 30 km klassisch Massenstart  | Emil Iversen                                                                           | Martin Johnsrud Sundby                                                       | Calle Halfvarsson                                                                 | Martin Johnsrud Sundby |
| 03.02.2017                                                                   | Pyeongchang                  | Sprint klassisch             | Gleb Retiwych                                                                          | Sondre Turvoll Fossli                                                        | Andrei Parfjonow                                                                  | Martin Johnsrud Sundby |
| 04.02.2017                                                                   | Pyeongchang                  | 30 km Skiathlon              | Pjotr Sedow                                                                            | Daniel Stock                                                                 | Mathias Rundgreen                                                                 | Martin Johnsrud Sundby |
| 05.02.2017                                                                   | Pyeongchang                  | Teamsprint Freistil          | Russland IAndrei Parfjonow Gleb Retiwych                                               | FrankreichBaptiste Gros Lucas Chanavat                                       | Russland IIArtjom Malzew Nikita Krjukow                                           | Martin Johnsrud Sundby |
| 18.02.2017                                                                   | Otepää                       | Sprint Freistil              | Johannes Høsflot Klæbo                                                                 | Finn Hågen Krogh                                                             | Sergei Ustjugow                                                                   | Martin Johnsrud Sundby |
| 19.02.2017                                                                   | Otepää                       | 15 km klassisch              | Martin Johnsrud Sundby                                                                 | Iivo Niskanen                                                                | Hans Christer Holund                                                              | Martin Johnsrud Sundby |
| 22. Februar bis 5. März 2017 – 51. Nordische Skiweltmeisterschaften in Lahti |                              |                              |                                                                                        |                                                                              |                                                                                   | Martin Johnsrud Sundby |
| 08.03.2017                                                                   | Drammen                      | Sprint klassisch             | Eirik Brandsdal                                                                        | Johannes Høsflot Klæbo                                                       | Sergei Ustjugow                                                                   | Martin Johnsrud Sundby |
| 11.03.2017                                                                   | Oslo                         | 50 km klassisch Massenstart  | Martin Johnsrud Sundby                                                                 | Iivo Niskanen                                                                | Alexander Bessmertnych                                                            | Martin Johnsrud Sundby |
| Weltcup-Finale                                                               |                              |                              |                                                                                        |                                                                              |                                                                                   | Martin Johnsrud Sundby |
| 17.03.2017                                                                   | Québec (Ersatz für Tjumen)   | Sprint Freistil              | Alex Harvey                                                                            | Finn Hågen Krogh                                                             | Richard Jouve                                                                     | Martin Johnsrud Sundby |
| 18.03.2017                                                                   | Québec (Ersatz für Tjumen)   | 15 km klassisch Massenstart  | Johannes Høsflot Klæbo                                                                 | Niklas Dyrhaug                                                               | Alexander Bessmertnych                                                            | Martin Johnsrud Sundby |
| 19.03.2017                                                                   | Québec (Ersatz für Tjumen)   | 15 km Verfolgung Freistil    | Marcus Hellner                                                                         | Andrew Musgrave                                                              | Sjur Røthe                                                                        | Martin Johnsrud Sundby |
| Weltcup-Finale-Gesamtwertung                                                 | Weltcup-Finale-Gesamtwertung | Weltcup-Finale-Gesamtwertung | Johannes Høsflot Klæbo                                                                 | Alex Harvey                                                                  | Niklas Dyrhaug                                                                    | Martin Johnsrud Sundby |

| Punktesystem0 | Punktesystem0  | Punktesystem0 | Punktesystem0  |
| --- | -------------- | ------------- | -------------- |
| - Bei Weltcuprennen erhalten die besten 30 Athleten Punkte, siehe dazu FIS-Punktesystem#Weltcuppunkte. |                |               |                |
| Punktevergabe bei Etappenrennen | Nordic Opening | Tour de Ski   | Weltcup-Finale |
| - Für die einzelnen Etappen werden halbe Weltcuppunkte vergeben. - Keine Weltcuppunkte werden für Schlussetappe des Weltcup-Finales vergeben. - In der Gesamtwertung des Nordic Openings und des Weltcup-Finales werden doppelte Weltcuppunkte vergeben. - In der Gesamtwertung der Tour de Ski werden vierfache Weltcuppunkte vergeben. |                |               |                |

### Verlauf Disziplinweltcups

#### Sprint
| Datum                                         | Ort         | Disziplin        | Rennsieger             | Rotes Trikot           |
| --------------------------------------------- | ----------- | ---------------- | ---------------------- | ---------------------- |
| 26.11.2016                                    | Ruka        | Sprint klassisch | Pål Golberg            | Pål Golberg            |
| Nordic Opening                                |             |                  |                        | Pål Golberg            |
| 02.12.2016                                    | Lillehammer | Sprint klassisch | Calle Halfvarsson      | Pål Golberg            |
| 11.12.2016                                    | Davos       | Sprint Freistil  | Sergei Ustjugow        | Pål Golberg            |
| 11. Tour de Ski                               |             |                  |                        | Pål Golberg            |
| 31.12.2016                                    | Val Müstair | Sprint Freistil  | Sergei Ustjugow        | Sergei Ustjugow        |
| 14.01.2017                                    | Toblach     | Sprint Freistil  | Sindre Bjørnestad Skar | Pål Golberg            |
| 28.01.2017                                    | Falun       | Sprint Freistil  | Federico Pellegrino    | Federico Pellegrino    |
| 03.02.2017                                    | Pyeongchang | Sprint klassisch | Gleb Retiwych          | Federico Pellegrino    |
| 18.02.2017                                    | Otepää      | Sprint Freistil  | Johannes Høsflot Klæbo | Federico Pellegrino    |
| 51. Nordische Skiweltmeisterschaften in Lahti |             |                  |                        | Federico Pellegrino    |
| 08.03.2017                                    | Drammen     | Sprint klassisch | Eirik Brandsdal        | Johannes Høsflot Klæbo |
| Weltcup-Finale                                |             |                  |                        | Johannes Høsflot Klæbo |
| 17.03.2017                                    | Québec      | Sprint Freistil  | Alex Harvey            | Johannes Høsflot Klæbo |

#### Distanz
| Datum                                         | Ort           | Disziplin                   | Rennsieger             | Rotes Trikot           |
| --------------------------------------------- | ------------- | --------------------------- | ---------------------- | ---------------------- |
| 27.11.2016                                    | Ruka          | 15 km klassisch             | Iivo Niskanen          | Iivo Niskanen          |
| Nordic Opening                                |               |                             |                        | Iivo Niskanen          |
| 03.12.2016                                    | Lillehammer   | 10 km Freistil              | Calle Halfvarsson      | Iivo Niskanen          |
| 04.12.2016                                    | Lillehammer   | 15 km Verfolgung klassisch  | Martin Johnsrud Sundby | Martin Johnsrud Sundby |
| 10.12.2016                                    | Davos         | 30 km Freistil              | Martin Johnsrud Sundby | Martin Johnsrud Sundby |
| 17.12.2016                                    | La Clusaz     | 15 km Freistil Massenstart  | Finn Hågen Krogh       | Martin Johnsrud Sundby |
| 11. Tour de Ski                               |               |                             |                        | Martin Johnsrud Sundby |
| 01.01.2017                                    | Val Müstair   | 10 km klassisch Massenstart | Sergei Ustjugow        | Martin Johnsrud Sundby |
| 03.01.2017                                    | Oberstdorf    | 20 km Skiathlon             | Sergei Ustjugow        | Martin Johnsrud Sundby |
| 04.01.2017                                    | Oberstdorf    | 15 km Verfolgung Freistil   | Sergei Ustjugow        | Martin Johnsrud Sundby |
| 06.01.2017                                    | Toblach       | 10 km Freistil              | Sergei Ustjugow        | Martin Johnsrud Sundby |
| 07.01.2017                                    | Val di Fiemme | 15 km klassisch Massenstart | Martin Johnsrud Sundby | Martin Johnsrud Sundby |
| 08.01.2017                                    | Val di Fiemme | 9 km Verfolgung Freistil    | Maurice Manificat      | Martin Johnsrud Sundby |
| 21.01.2017                                    | Ulricehamn    | 15 km Freistil              | Alex Harvey            | Martin Johnsrud Sundby |
| 29.01.2017                                    | Falun         | 30 km klassisch Massenstart | Emil Iversen           | Martin Johnsrud Sundby |
| 04.02.2017                                    | Pyeongchang   | 30 km Skiathlon             | Pjotr Sedow            | Martin Johnsrud Sundby |
| 19.02.2017                                    | Otepää        | 15 km klassisch             | Martin Johnsrud Sundby | Martin Johnsrud Sundby |
| 51. Nordische Skiweltmeisterschaften in Lahti |               |                             |                        | Martin Johnsrud Sundby |
| 11.03.2017                                    | Oslo          | 50 km klassisch Massenstart | Martin Johnsrud Sundby | Martin Johnsrud Sundby |
| Weltcup-Finale                                |               |                             |                        | Martin Johnsrud Sundby |
| 18.03.2017                                    | Québec        | 15 km klassisch Massenstart | Johannes Høsflot Klæbo | Martin Johnsrud Sundby |
| 19.03.2017                                    | Québec        | 15 km Verfolgung Freistil   | Marcus Hellner         | Martin Johnsrud Sundby |

### Weltcupstände Männer
| Rang | Name                    | Punkte |
| ---- | ----------------------- | ------ |
| 1.   | Martin Johnsrud Sundby  | 1626   |
| 2.   | Sergei Ustjugow         | 1176   |
| 3.   | Alex Harvey             | 1128   |
| 4.   | Johannes Høsflot Klæbo  | 884    |
| 5.   | Matti Heikkinen         | 869    |
| 6.   | Marcus Hellner          | 815    |
| 7.   | Dario Cologna           | 788    |
| 8.   | Niklas Dyrhaug          | 758    |
| 9.   | Sjur Røthe              | 673    |
| 10.  | Finn Hågen Krogh        | 660    |
| 11.  | Emil Iversen            | 653    |
| 12.  | Hans Christer Holund    | 593    |
| 13.  | Maurice Manificat       | 584    |
| 14.  | Iivo Niskanen           | 567    |
| 15.  | Alexander Bessmertnych  | 512    |
| 16.  | Sindre Bjørnestad Skar  | 490    |
| 17.  | Simen Hegstad Krüger    | 482    |
| 18.  | Didrik Tønseth          | 476    |
| 19.  | Andrei Larkow           | 469    |
| 20.  | Pål Golberg             | 449    |
| 21.  | Calle Halfvarsson       | 431    |
| 22.  | Federico Pellegrino     | 430    |
| 23.  | Andrew Musgrave         | 412    |
| 24.  | Jean-Marc Gaillard      | 276    |
| 25.  | Francesco De Fabiani    | 265    |
| 26.  | Jens Burman             | 252    |
| 27.  | Lucas Chanavat          | 216    |
| 28.  | Teodor Peterson         | 214    |
| 29.  | Pjotr Sedow             | 203    |
| 30.  | Simeon Hamilton         | 200    |
| 31.  | Eirik Brandsdal         | 199    |
| 32.  | Gleb Retiwych           | 197    |
| 33.  | Daniel Rickardsson      | 190    |
| 34.  | Ristomatti Hakola       | 184    |
| 35.  | Florian Notz            | 181    |
| 36.  | Toni Livers             | 176    |
| 37.  | Daniel Stock            | 169    |
| 38.  | Keishin Yoshida         | 166    |
| 39.  | Emil Jönsson            | 164    |
| 40.  | Sondre Turvoll Fossli   | 161    |
| 41.  | Len Väljas              | 156    |
| 42.  | Martin Løwstrøm Nyenget | 154    |
| 43.  | Oskar Svensson          | 143    |
| 44.  | Clement Parisse         | 143    |
| 45.  | Anders Gløersen         | 133    |
| 46.  | Jonas Baumann           | 133    |
| 47.  | Thomas Bing             | 132    |
| 48.  | Roman Furger            | 127    |
| 49.  | Alexander Legkow        | 125    |
| 50.  | Håvard Solås Taugbøl    | 124    |
| 51.  | Noah Hoffman            | 123    |
| 52.  | Baptiste Gros           | 123    |
| 53.  | Andrew Young            | 121    |
| 54.  | Mathias Rundgreen       | 120    |
| 55.  | Jovian Hediger          | 120    |
| 56.  | Sami Jauhojärvi         | 118    |
| 57.  | Maciej Starega          | 114    |
| 58.  | Lucas Bögl              | 114    |

| Rang | Name                   | Punkte |
| ---- | ---------------------- | ------ |
| 59.  | Lari Lehtonen          | 114    |
| 60.  | Dietmar Nöckler        | 109    |
| 61.  | Devon Kershaw          | 109    |
| 62.  | Martin Johansson       | 109    |
| 63.  | Alexander Panschinski  | 104    |
| 64.  | Richard Jouve          | 100    |
| 65.  | Petter Northug         | 94     |
| 66.  | Andrew Newell          | 92     |
| 67.  | Perttu Hyvärinen       | 89     |
| 68.  | Konstantin Glawatskich | 88     |
| 69.  | Johan Olsson           | 83     |
| 70.  | Gustav Eriksson        | 83     |
| 71.  | Simen Andreas Sveen    | 80     |
| 72.  | Alexei Poltoranin      | 74     |
| 73.  | Sergei Turyschew       | 73     |
| 74.  | Andrei Parfjonow       | 71     |
| 75.  | Anton Gafarow          | 71     |
| 76.  | Martti Jylhä           | 70     |
| 77.  | Alexei Wizenko         | 66     |
| 78.  | Stanislaw Wolschenzew  | 66     |
| 79.  | Alexei Petuchow        | 62     |
| 80.  | Erik Bjornsen          | 57     |
| 81.  | Maxim Wylegschanin     | 56     |
| 82.  | Hiroyuki Miyazawa      | 55     |
| 83.  | Nikita Krjukow         | 54     |
| 84.  | Dmitri Japarow         | 54     |
| 85.  | Jesse Cockney          | 52     |
| 86.  | Alexei Tscherwotkin    | 51     |
| 87.  | Martin Jakš            | 50     |
| 88.  | Giandomenico Salvadori | 48     |
| 89.  | Matias Strandvall      | 45     |
| 90.  | Alexander Utkin        | 42     |
| 91.  | Andrei Melnitschenko   | 42     |
| 92.  | Renaud Jay             | 41     |
| 93.  | Thomas Wick            | 37     |
| 94.  | Marko Kilp             | 37     |
| 95.  | Scott Patterson        | 36     |
| 96.  | Andy Kühne             | 36     |
| 97.  | Viktor Thorn           | 34     |
| 98.  | Ola Vigen Hattestad    | 32     |
| 99.  | Ari Luusua             | 29     |
| 100. | Alexander Bolschunow   | 29     |
| 101. | Paul Constantin Pepene | 29     |
| 102. | Anssi Pentsinen        | 28     |
| 103. | Bernhard Tritscher     | 27     |
| 104. | Robin Norum            | 25     |
| 105. | Janez Lampič           | 24     |
| 106. | Pawel Petrow           | 24     |
| 107. | Raul Schakirsjanow     | 24     |
| 108. | Sebastian Eisenlauer   | 24     |
| 109. | Jewgeni Dementjew      | 24     |
| 110. | Jewgeni Below          | 23     |
| 111. | Axel Ekström           | 22     |
| 112. | Jonas Dobler           | 22     |
| 113. | Johan Edin             | 20     |
| 114. | Livio Bieler           | 19     |
| 115. | Jermil Wokujew         | 19     |
| 116. | Lauri Vuorinen         | 19     |

| Rang | Name                  | Punkte |
| ---- | --------------------- | ------ |
| 117. | Erwan Käser           | 18     |
| 118. | Wesselin Zinsow       | 17     |
| 119. | Jason Rüesch          | 16     |
| 120. | Curdin Perl           | 16     |
| 121. | Akira Lenting         | 15     |
| 122. | Erik Silfver          | 15     |
| 123. | Dominik Baldauf       | 15     |
| 124. | Hiroyuki Miyazawa     | 14     |
| 125. | Matthew Phillip Gelso | 14     |
| 126. | Karl-Johan Westberg   | 14     |
| 127. | Antti Ojansivu        | 13     |
| 128. | Alexis Jeannerod      | 13     |
| 129. | Ueli Schnider         | 13     |
| 130. | Julien Locke          | 11     |
| 131. | Jewgeni Welitschko    | 11     |
| 132. | Tim Tscharnke         | 11     |
| 133. | Graeme Killick        | 10     |
| 134. | Timo André Bakken     | 10     |
| 135. | Miha Šimenc           | 9      |
| 136. | Sjarhej Dalidowitsch  | 9      |
| 137. | Simone Urbani         | 9      |
| 138. | Toni Ketelä           | 9      |
| 139. | Ville Nousiainen      | 8      |
| 140. | Gianluca Cologna      | 8      |
| 140. | Espen Udjus Frorud    | 8      |
| 140. | Lasse Paakkonen       | 8      |
| 140. | Simon Persson         | 8      |
| 144. | Mattis Stenshagen     | 7      |
| 145. | Anton Lindblad        | 7      |
| 146. | Sun Qinghai           | 7      |
| 147. | Paul Goalabre         | 6      |
| 148. | Patrick Caldwell      | 6      |
| 149. | Kusti Kittilä         | 6      |
| 149. | Ilja Semikow          | 6      |
| 151. | Maicol Rastelli       | 6      |
| 152. | Michail Sjamjonau     | 5      |
| 153. | Valentin Mättig       | 5      |
| 154. | Simon Andersson       | 5      |
| 155. | David Norris          | 4      |
| 156. | Robin Duvillard       | 4      |
| 157. | Indulis Bikše         | 4      |
| 158. | Jan Barton            | 4      |
| 159. | Simon Lapointe        | 4      |
| 159. | Kōhei Shimizu         | 4      |
| 161. | Adrien Backscheider   | 4      |
| 162. | Roman Schaad          | 3      |
| 163. | Raido Rankel          | 3      |
| 164. | Kein Einaste          | 3      |
| 165. | Andreas Myran Steen   | 3      |
| 166. | Max Hauke             | 2      |
| 167. | Lukáš Bauer           | 2      |
| 168. | Brian McKeever        | 2      |
| 169. | Heikki Korpela        | 2      |
| 170. | Bob Thompson          | 1      |
| 171. | Luis Stadlober        | 1      |
| 172. | Nikolai Morilow       | 1      |

| Rang | Name                   | Punkte |
| ---- | ---------------------- | ------ |
| 1    | Martin Johnsrud Sundby | 1056   |
| 2    | Alex Harvey            | 588    |
| 3    | Matti Heikkinen        | 555    |
| 4    | Iivo Niskanen          | 475    |
| 5    | Niklas Dyrhaug         | 468    |
| 6    | Sjur Røthe             | 465    |
| 7    | Sergei Ustjugow        | 454    |
| 8    | Marcus Hellner         | 453    |
| 9    | Dario Cologna          | 424    |
| 10   | Hans Christer Holund   | 409    |

| Rang | Name                   | Punkte |
| ---- | ---------------------- | ------ |
| 1    | Johannes Høsflot Klæbo | 399    |
| 2    | Federico Pellegrino    | 363    |
| 3    | Sindre Bjørnestad Skar | 338    |
| 4    | Finn Hågen Krogh       | 323    |
| 5    | Sergei Ustjugow        | 322    |
| 6    | Pål Golberg            | 238    |
| 7    | Emil Iversen           | 237    |
| 8    | Lucas Chanavat         | 216    |
| 9    | Simeon Hamilton        | 200    |
| 10   | Eirik Brandsdal        | 199    |

| Rang | Name                   | Punkte |
| ---- | ---------------------- | ------ |
| 1    | Johannes Høsflot Klæbo | 884    |
| 2    | Jens Burman            | 252    |
| 3    | Lucas Chanavat         | 216    |
| 4    | Oskar Svensson         | 143    |
| 5    | Richard Jouve          | 100    |
| 6    | Alexei Tscherwotkin    | 51     |
| 7    | Viktor Thorn           | 34     |
| 8    | Alexander Bolschunow   | 29     |
| 9    | Janez Lampič           | 24     |
| 10   | Pawel Petrow           | 24     |

## Frauen

### Podestplätze Frauen
| Datum                                                                        | Austragungsort               | Disziplin                    | Sieger                                                                                 | Zweiter                                                                      | Dritter                                                                  | Gelbes Trikot            |
| ---------------------------------------------------------------------------- | ---------------------------- | ---------------------------- | -------------------------------------------------------------------------------------- | ---------------------------------------------------------------------------- | ------------------------------------------------------------------------ | ------------------------ |
| 26.11.2016                                                                   | Ruka                         | Sprint klassisch             | Stina Nilsson                                                                          | Maiken Caspersen Falla                                                       | Heidi Weng                                                               | Stina Nilsson            |
| 27.11.2016                                                                   | Ruka                         | 10 km klassisch              | Marit Bjørgen                                                                          | Krista Pärmäkoski                                                            | Heidi Weng                                                               | Stina Nilsson            |
| Nordic Opening                                                               |                              |                              |                                                                                        |                                                                              |                                                                          | Stina Nilsson            |
| 02.12.2016                                                                   | Lillehammer                  | Sprint klassisch             | Heidi Weng                                                                             | Maiken Caspersen Falla                                                       | Hanna Falk                                                               | Heidi Weng               |
| 03.12.2016                                                                   | Lillehammer                  | 5 km Freistil                | Jessie Diggins                                                                         | Heidi Weng                                                                   | Marit Bjørgen                                                            | Heidi Weng               |
| 04.12.2016                                                                   | Lillehammer                  | 10 km Verfolgung klassisch   | Krista Pärmäkoski                                                                      | Ingvild Flugstad Østberg                                                     | Heidi Weng                                                               | Heidi Weng               |
| Nordic-Opening-Gesamtwertung                                                 | Nordic-Opening-Gesamtwertung | Nordic-Opening-Gesamtwertung | Heidi Weng                                                                             | Ingvild Flugstad Østberg                                                     | Krista Pärmäkoski                                                        | Heidi Weng               |
| 10.12.2016                                                                   | Davos                        | 15 km Freistil               | Ingvild Flugstad Østberg                                                               | Heidi Weng                                                                   | Krista Pärmäkoski                                                        | Heidi Weng               |
| 11.12.2016                                                                   | Davos                        | Sprint Freistil              | Maiken Caspersen Falla                                                                 | Ingvild Flugstad Østberg                                                     | Hanna Falk                                                               | Ingvild Flugstad Østberg |
| 17.12.2016                                                                   | La Clusaz                    | 10 km Freistil Massenstart   | Heidi Weng                                                                             | Marit Bjørgen                                                                | Ingvild Flugstad Østberg                                                 | Heidi Weng               |
| 18.12.2016                                                                   | La Clusaz                    | 4 × 5 km Staffel             | NorwegenIngvild Flugstad Østberg Marit Bjørgen Ragnhild Haga Heidi Weng                | FinnlandAino-Kaisa Saarinen Anne Kyllönen Riitta-Liisa Roponen Laura Mononen | SchwedenEmma Wikén Stina Nilsson Maria Rydqvist Anna Dyvik               | Heidi Weng               |
| 11. Tour de Ski                                                              |                              |                              |                                                                                        |                                                                              |                                                                          | Heidi Weng               |
| 31.12.2016                                                                   | Val Müstair                  | Sprint Freistil              | Stina Nilsson                                                                          | Maiken Caspersen Falla                                                       | Heidi Weng                                                               | Heidi Weng               |
| 01.01.2017                                                                   | Val Müstair                  | 5 km klassisch Massenstart   | Ingvild Flugstad Østberg                                                               | Heidi Weng                                                                   | Krista Pärmäkoski                                                        | Heidi Weng               |
| 03.01.2017                                                                   | Oberstdorf                   | 10 km Skiathlon              | Stina Nilsson                                                                          | Jessie Diggins                                                               | Heidi Weng                                                               | Heidi Weng               |
| 04.01.2017                                                                   | Oberstdorf                   | 10 km Verfolgung Freistil    | Stina Nilsson                                                                          | Heidi Weng                                                                   | Ingvild Flugstad Østberg                                                 | Heidi Weng               |
| 06.01.2017                                                                   | Toblach                      | 5 km Freistil                | Jessie Diggins                                                                         | Krista Pärmäkoski                                                            | Sadie Bjornsen                                                           | Heidi Weng               |
| 07.01.2017                                                                   | Val di Fiemme                | 10 km klassisch Massenstart  | Stina Nilsson                                                                          | Anne Kyllönen                                                                | Charlotte Kalla                                                          | Heidi Weng               |
| 08.01.2017                                                                   | Val di Fiemme                | 9 km Verfolgung Freistil     | Heidi Weng                                                                             | Elizabeth Stephen                                                            | Kerttu Niskanen                                                          | Heidi Weng               |
| Tour-de-Ski-Gesamtwertung                                                    | Tour-de-Ski-Gesamtwertung    | Tour-de-Ski-Gesamtwertung    | Heidi Weng                                                                             | Krista Pärmäkoski                                                            | Stina Nilsson                                                            | Heidi Weng               |
| 14.01.2017                                                                   | Toblach                      | Sprint Freistil              | Natalja Matwejewa                                                                      | Maiken Caspersen Falla                                                       | Hanna Falk                                                               | Heidi Weng               |
| 15.01.2017                                                                   | Toblach                      | Teamsprint Freistil          | Russland IJulija Belorukowa Natalja Matwejewa                                          | Schweden IIda Ingemarsdotter Hanna Falk                                      | Norwegen IAstrid Uhrenholdt Jacobsen Maiken Caspersen Falla              | Heidi Weng               |
| 21.01.2017                                                                   | Ulricehamn                   | 10 km Freistil               | Marit Bjørgen                                                                          | Krista Pärmäkoski                                                            | Charlotte Kalla                                                          | Heidi Weng               |
| 22.01.2017                                                                   | Ulricehamn                   | 4 × 5 km Staffel             | Norwegen IIngvild Flugstad Østberg Heidi Weng Astrid Uhrenholdt Jacobsen Marit Bjørgen | DeutschlandKatharina Hennig Stefanie Böhler Victoria Carl Sandra Ringwald    | Schweden IIda Ingemarsdotter Sofia Henriksson Charlotte Kalla Hanna Falk | Heidi Weng               |
| 28.01.2017                                                                   | Falun                        | Sprint Freistil              | Stina Nilsson                                                                          | Maiken Caspersen Falla                                                       | Heidi Weng                                                               | Heidi Weng               |
| 29.01.2017                                                                   | Falun                        | 15 km klassisch Massenstart  | Marit Bjørgen                                                                          | Ingvild Flugstad Østberg                                                     | Heidi Weng                                                               | Heidi Weng               |
| 03.02.2017                                                                   | Pyeongchang                  | Sprint klassisch             | Anamarija Lampič                                                                       | Silje Øyre Slind                                                             | Ida Sargent                                                              | Heidi Weng               |
| 04.02.2017                                                                   | Pyeongchang                  | 15 km Skiathlon              | Justyna Kowalczyk                                                                      | Elizabeth Stephen                                                            | Masako Ishida                                                            | Heidi Weng               |
| 05.02.2017                                                                   | Pyeongchang                  | Teamsprint Freistil          | Schweden IElin Mohlin Maria Nordström                                                  | Norwegen IAnna Svendsen Silje Øyre Slind                                     | Vereinigte Staaten ISophie Caldwell Ida Sargent                          | Heidi Weng               |
| 18.02.2017                                                                   | Otepää                       | Sprint Freistil              | Stina Nilsson                                                                          | Maiken Caspersen Falla                                                       | Heidi Weng                                                               | Heidi Weng               |
| 19.02.2017                                                                   | Otepää                       | 10 km klassisch              | Marit Bjørgen                                                                          | Charlotte Kalla                                                              | Heidi Weng                                                               | Heidi Weng               |
| 22. Februar bis 5. März 2017 – 51. Nordische Skiweltmeisterschaften in Lahti |                              |                              |                                                                                        |                                                                              |                                                                          | Heidi Weng               |
| 08.03.2017                                                                   | Drammen                      | Sprint klassisch             | Stina Nilsson                                                                          | Krista Pärmäkoski                                                            | Hanna Falk                                                               | Heidi Weng               |
| 12.03.2017                                                                   | Oslo                         | 30 km klassisch Massenstart  | Marit Bjørgen                                                                          | Krista Pärmäkoski                                                            | Kerttu Niskanen                                                          | Heidi Weng               |
| Weltcup-Finale                                                               |                              |                              |                                                                                        |                                                                              |                                                                          | Heidi Weng               |
| 17.03.2017                                                                   | Québec (Ersatz für Tjumen)   | Sprint Freistil              | Stina Nilsson                                                                          | Maiken Caspersen Falla                                                       | Hanna Falk                                                               | Heidi Weng               |
| 18.03.2017                                                                   | Québec (Ersatz für Tjumen)   | 10 km klassisch Massenstart  | Marit Bjørgen                                                                          | Heidi Weng                                                                   | Krista Pärmäkoski                                                        | Heidi Weng               |
| 19.03.2017                                                                   | Québec (Ersatz für Tjumen)   | 10 km Verfolgung Freistil    | Marit Bjørgen                                                                          | Heidi Weng                                                                   | Stina Nilsson                                                            | Heidi Weng               |
| Weltcup-Finale-Gesamtwertung                                                 | Weltcup-Finale-Gesamtwertung | Weltcup-Finale-Gesamtwertung | Marit Bjørgen                                                                          | Heidi Weng                                                                   | Stina Nilsson                                                            | Heidi Weng               |

| Punktesystem0 | Punktesystem0  | Punktesystem0 | Punktesystem0  |
| --- | -------------- | ------------- | -------------- |
| - Bei Weltcuprennen erhalten die besten 30 Athleten Punkte, siehe dazu FIS-Punktesystem#Weltcuppunkte. |                |               |                |
| Punktevergabe bei Etappenrennen | Nordic Opening | Tour de Ski   | Weltcup-Finale |
| - Für die einzelnen Etappen werden halbe Weltcuppunkte vergeben. - Keine Weltcuppunkte werden für Schlussetappe des Weltcup-Finales vergeben. - In der Gesamtwertung des Nordic Openings und des Weltcup-Finales werden doppelte Weltcuppunkte vergeben. - In der Gesamtwertung der Tour de Ski werden vierfache Weltcuppunkte vergeben. |                |               |                |

### Verlauf Disziplinweltcups

#### Sprint
| Datum                                         | Ort         | Disziplin        | Rennsieger             | Rotes Trikot           |
| --------------------------------------------- | ----------- | ---------------- | ---------------------- | ---------------------- |
| 26.11.2016                                    | Ruka        | Sprint klassisch | Stina Nilsson          | Stina Nilsson          |
| Nordic Opening                                |             |                  |                        | Stina Nilsson          |
| 02.12.2016                                    | Lillehammer | Sprint klassisch | Heidi Weng             | Maiken Caspersen Falla |
| 11.12.2016                                    | Davos       | Sprint Freistil  | Maiken Caspersen Falla | Maiken Caspersen Falla |
| 11. Tour de Ski                               |             |                  |                        | Maiken Caspersen Falla |
| 31.12.2016                                    | Val Müstair | Sprint Freistil  | Stina Nilsson          | Maiken Caspersen Falla |
| 14.01.2017                                    | Toblach     | Sprint Freistil  | Natalja Matwejewa      | Maiken Caspersen Falla |
| 28.01.2017                                    | Falun       | Sprint Freistil  | Stina Nilsson          | Maiken Caspersen Falla |
| 03.02.2017                                    | Pyeongchang | Sprint klassisch | Anamarija Lampič       | Maiken Caspersen Falla |
| 18.02.2017                                    | Otepää      | Sprint Freistil  | Stina Nilsson          | Maiken Caspersen Falla |
| 51. Nordische Skiweltmeisterschaften in Lahti |             |                  |                        | Maiken Caspersen Falla |
| 08.03.2017                                    | Drammen     | Sprint klassisch | Stina Nilsson          | Maiken Caspersen Falla |
| Weltcup-Finale                                |             |                  |                        | Maiken Caspersen Falla |
| 17.03.2017                                    | Québec      | Sprint Freistil  | Stina Nilsson          | Maiken Caspersen Falla |

#### Distanz
| Datum                                         | Ort           | Disziplin                   | Rennsieger               | Rotes Trikot             |
| --------------------------------------------- | ------------- | --------------------------- | ------------------------ | ------------------------ |
| 27.11.2016                                    | Ruka          | 10 km klassisch             | Marit Bjørgen            | Marit Bjørgen            |
| Nordic Opening                                |               |                             |                          | Marit Bjørgen            |
| 03.12.2016                                    | Lillehammer   | 5 km Freistil               | Jessie Diggins           | Marit Bjørgen            |
| 04.12.2016                                    | Lillehammer   | 10 km Verfolgung klassisch  | Marit Bjørgen            | Marit Bjørgen            |
| 10.12.2016                                    | Davos         | 15 km Freistil              | Ingvild Flugstad Østberg | Ingvild Flugstad Østberg |
| 17.12.2016                                    | La Clusaz     | 10 km Freistil Massenstart  | Heidi Weng               | Heidi Weng               |
| 11. Tour de Ski                               |               |                             |                          | Heidi Weng               |
| 01.01.2017                                    | Val Müstair   | 5 km klassisch Massenstart  | Ingvild Flugstad Østberg | Heidi Weng               |
| 03.01.2017                                    | Oberstdorf    | 10 km Skiathlon             | Stina Nilsson            | Heidi Weng               |
| 04.01.2017                                    | Oberstdorf    | 10 km Verfolgung Freistil   | Stina Nilsson            | Heidi Weng               |
| 06.01.2017                                    | Toblach       | 5 km Freistil               | Jessie Diggins           | Heidi Weng               |
| 07.01.2017                                    | Val di Fiemme | 10 km klassisch Massenstart | Stina Nilsson            | Heidi Weng               |
| 08.01.2017                                    | Val di Fiemme | 9 km Verfolgung Freistil    | Heidi Weng               | Heidi Weng               |
| 21.01.2017                                    | Ulricehamn    | 10 km Freistil              | Marit Bjørgen            | Heidi Weng               |
| 29.01.2017                                    | Falun         | 15 km klassisch Massenstart | Marit Bjørgen            | Heidi Weng               |
| 04.02.2017                                    | Pyeongchang   | 15 km Skiathlon             | Justyna Kowalczyk        | Heidi Weng               |
| 19.02.2017                                    | Otepää        | 10 km klassisch             | Marit Bjørgen            | Heidi Weng               |
| 51. Nordische Skiweltmeisterschaften in Lahti |               |                             |                          | Heidi Weng               |
| 12.03.2017                                    | Oslo          | 30 km klassisch Massenstart | Marit Bjørgen            | Heidi Weng               |
| Weltcup-Finale                                |               |                             |                          | Heidi Weng               |
| 18.03.2017                                    | Québec        | 10 km klassisch Massenstart | Marit Bjørgen            | Heidi Weng               |
| 19.03.2017                                    | Québec        | 10 km Verfolgung Freistil   | Marit Bjørgen            | Heidi Weng               |

### Weltcupstände Frauen
| Rang | Name                       | Punkte |
| ---- | -------------------------- | ------ |
| 1.   | Heidi Weng                 | 2032   |
| 2.   | Krista Pärmäkoski          | 1618   |
| 3.   | Ingvild Flugstad Østberg   | 1517   |
| 4.   | Stina Nilsson              | 1437   |
| 5.   | Marit Bjørgen              | 1057   |
| 6.   | Jessie Diggins             | 912    |
| 7.   | Maiken Caspersen Falla     | 866    |
| 8.   | Kerttu Niskanen            | 704    |
| 9.   | Charlotte Kalla            | 660    |
| 10.  | Laura Mononen              | 605    |
| 11.  | Julija Tschekaljowa        | 567    |
| 12.  | Teresa Stadlober           | 532    |
| 13.  | Kathrine Harsem            | 529    |
| 14.  | Anne Kyllönen              | 483    |
| 15.  | Ida Ingemarsdotter         | 479    |
| 16.  | Sadie Bjornsen             | 465    |
| 17.  | Nathalie von Siebenthal    | 460    |
| 18.  | Nicole Fessel              | 435    |
| 19.  | Ragnhild Haga              | 421    |
| 20.  | Hanna Falk                 | 420    |
| 21.  | Justyna Kowalczyk          | 404    |
| 22.  | Stefanie Böhler            | 328    |
| 23.  | Sandra Ringwald            | 326    |
| 24.  | Aino-Kaisa Saarinen        | 311    |
| 25.  | Astrid Uhrenholdt Jacobsen | 304    |
| 26.  | Anna Haag                  | 304    |
| 27.  | Silje Øyre Slind           | 300    |
| 28.  | Elizabeth Stephen          | 275    |
| 29.  | Ilaria Debertolis          | 264    |
| 30.  | Natalja Matwejewa          | 242    |
| 31.  | Anamarija Lampič           | 242    |
| 32.  | Julija Belorukowa          | 201    |
| 33.  | Sophie Caldwell            | 201    |
| 34.  | Laurien van der Graaff     | 195    |
| 35.  | Nadine Fähndrich           | 172    |
| 36.  | Kikkan Randall             | 168    |
| 37.  | Polina Kalsina             | 167    |
| 38.  | Jonna Sundling             | 157    |
| 39.  | Katja Višnar               | 148    |

| Rang | Name                        | Punkte |
| ---- | --------------------------- | ------ |
| 40.  | Anastassija Sedowa          | 146    |
| 41.  | Maria Nordström             | 142    |
| 42.  | Anna Svendsen               | 141    |
| 43.  | Katharina Hennig            | 138    |
| 44.  | Ida Sargent                 | 130    |
| 45.  | Masako Ishida               | 129    |
| 46.  | Jelena Soboljowa            | 128    |
| 47.  | Emma Wikén                  | 125    |
| 48.  | Mari Eide                   | 121    |
| 49.  | Vesna Fabjan                | 106    |
| 50.  | Evelina Settlin             | 102    |
| 51.  | Anna Dyvik                  | 96     |
| 52.  | Alissa Schambalowa          | 91     |
| 53.  | Marthe Kristoffersen        | 87     |
| 54.  | Elisa Brocard               | 86     |
| 55.  | Elisabeth Schicho           | 84     |
| 56.  | Victoria Carl               | 80     |
| 57.  | Riitta-Liisa Roponen        | 77     |
| 58.  | Hanna Kolb                  | 75     |
| 59.  | Kari Øyre Slind             | 73     |
| 60.  | Alenka Čebašek              | 73     |
| 61.  | Kari Vikhagen Gjeitnes      | 69     |
| 62.  | Gaia Vuerich                | 66     |
| 63.  | Caitlin Patterson           | 64     |
| 64.  | Lotta Udnes Weng            | 64     |
| 65.  | Rosie Brennan               | 64     |
| 66.  | Virginia De Martin Topranin | 62     |
| 67.  | Anna Medwedewa              | 56     |
| 68.  | Julija Tichonowa            | 48     |
| 69.  | Marija Guschtschina         | 46     |
| 70.  | Linn Sömskar                | 40     |
| 71.  | Jennie Öberg                | 39     |
| 72.  | Sofie Krehl                 | 37     |
| 73.  | Johanna Matintalo           | 35     |
| 74.  | Laura Gimmler               | 34     |
| 75.  | Alena Procházková           | 34     |
| 76.  | Jewgenija Schapowalowa      | 31     |
| 77.  | Darja Wedenina              | 30     |
| 78.  | Natalja Neprjajewa          | 29     |

| Rang | Name                  | Punkte |
| ---- | --------------------- | ------ |
| 79.  | Yuki Kobayashi        | 28     |
| 80.  | Elizabeth Guiney      | 27     |
| 81.  | Giulia Stürz          | 27     |
| 82.  | Emilie Kristoffersen  | 26     |
| 83.  | Elin Mohlin           | 24     |
| 84.  | Lee Chae-won          | 22     |
| 85.  | Polina Kowaljowa      | 22     |
| 86.  | Mari Laukkanen        | 22     |
| 87.  | Jenny Solin           | 22     |
| 88.  | Maria Rydqvist        | 22     |
| 89.  | Olga Zarjowa          | 21     |
| 90.  | Denise Herrmann       | 20     |
| 91.  | Maja Dahlqvist        | 18     |
| 92.  | Lucia Scardoni        | 18     |
| 93.  | Greta Laurent         | 18     |
| 94.  | Frida Erkers          | 16     |
| 95.  | Anne Kjersti Kalvå    | 15     |
| 96.  | Julia Belger          | 14     |
| 97.  | Polina Seronossowa    | 14     |
| 98.  | Chisa Ōbayashi        | 13     |
| 99.  | Dahria Beatty         | 13     |
| 100. | Tiril Udnes Weng      | 10     |
| 101. | Jessica Yeaton        | 8      |
| 102. | Julia Kern            | 7      |
| 103. | Thea Krokan Murud     | 6      |
| 104. | Mona-Liisa Nousiainen | 5      |
| 105. | Sofia Henriksson      | 5      |
| 106. | Anne Winkler          | 5      |
| 107. | Annika Hicks          | 5      |
| 108. | Katri Lylynpera       | 4      |
| 109. | Aimee Watson          | 4      |
| 110. | Andrea Julin          | 3      |
| 111. | Nastassja Kirylawa    | 3      |
| 112. | Theresa Eichhorn      | 3      |
| 113. | Debora Roncari        | 2      |
| 114. | Sadie White           | 2      |
| 115. | Anna Netschajewskaja  | 2      |
| 116. | Eva Urevc             | 1      |
| 117. | Amalie Håkonsen Ous   | 1      |

| Rang | Name                     | Punkte |
| ---- | ------------------------ | ------ |
| 1    | Heidi Weng               | 951    |
| 2    | Marit Bjørgen            | 854    |
| 3    | Krista Pärmäkoski        | 807    |
| 4    | Ingvild Flugstad Østberg | 771    |
| 5    | Charlotte Kalla          | 491    |
| 6    | Stina Nilsson            | 467    |
| 7    | Jessie Diggins           | 432    |
| 8    | Kerttu Niskanen          | 417    |
| 9    | Laura Mononen            | 383    |
| 10   | Julija Tschekaljowa      | 367    |

| Rang | Name                     | Punkte |
| ---- | ------------------------ | ------ |
| 1    | Maiken Caspersen Falla   | 558    |
| 2    | Stina Nilsson            | 520    |
| 3    | Hanna Falk               | 359    |
| 4    | Heidi Weng               | 321    |
| 5    | Ingvild Flugstad Østberg | 306    |
| 6    | Krista Pärmäkoski        | 281    |
| 7    | Natalja Matwejewa        | 242    |
| 8    | Ida Ingemarsdotter       | 232    |
| 9    | Anamarija Lampič         | 214    |
| 10   | Jessie Diggins           | 206    |

| Rang | Name               | Punkte |
| ---- | ------------------ | ------ |
| 1    | Anamarija Lampič   | 242    |
| 2    | Julija Belorukowa  | 201    |
| 3    | Nadine Fähndrich   | 172    |
| 4    | Jonna Sundling     | 157    |
| 5    | Anastassija Sedowa | 146    |
| 6    | Katharina Hennig   | 138    |
| 7    | Anna Dyvik         | 96     |
| 8    | Alissa Schambalowa | 91     |
| 9    | Victoria Carl      | 80     |
| 10   | Lotta Udnes Weng   | 64     |